# محمد سعود المتحمي
محمد بن سعود بن عبد العزيز أبو نقطة المتحمي ( 25 أكتوبر 1965م - 5 نوفمبر 2017): مُحافِظ محايل عسير، جنوب المملكة العربية السعودية سابقاً. حاصل على شهادة البكالوريوس في الإعلام - العلاقات العامة - من جامعة الملك عبد العزيز في محافظة جدة.
صدر قرار تعيينه محافظاً لمحايل في 19 مايو 2015م بقرارٍ من ولي العهد السعودي محمد بن نايف. قبل ذلك شغل منصب محافظ بيشة 23 مايو 2012م وحتى 18 مايو 2015م، وسبق ذلك شغل منصب محافظ رجال ألمع 26 يناير 2007م وحتى 22 مايوم 2012. ساهم المتحمي في تطوير محايل، وفي ازدهارها اقتصاديا في كل المجالات تقربياً، سواء في الزراعة أو التجارة أو الصناعة أو الحرف، حتى أصبحت من أشهر محافظات المملكة العربية السعودية.
يمتلك المتحمي 30 عاما من الخبرات القيادية، وتَخَصّص في مجال الإدارة الحكومية والتطوير الإداري. حاصل على العديد من الشهادات الفنية والإدارية المتخصصة والبرامج التأهيلية والتدريبية. وهو عضو قي عدة مؤسسات حكومية وثقافية.

## سيرته وحياته

### النشأة والمؤهلات العلمية
وُلد المتحمي بطبب في منطقة عسير في الأول من رجب لعام 1385 هـ الموافق 25 أكتوبر عام 1965م، في أسرة ميسورة الحال، سادت عسير لفترة، ولها مساهمة في توحيد الدولة السعودية الأولى. تلقى تعليمه الأوليّ بمدارس أبها، ثم التحق بكلية الإعلام - العلاقات العامة - بجامعة الملك عبد العزيز في محافظة جدة، وتخرج منها عام 1988م الموافق 1408 هـ.

### السيرة المهنية
يمتلك المتحمي نحو 30 عاماً من الخبرات القيادية، وتَخَصّص في مجال الإدارة الحكومية والتطوير الإداري، حيث بدأ حياته المهنية عام 1988م في إمارة منطقة عسير في إدارة استقبال المواطنين، ثم تقلد المتحمي عدة مناصب بمحافظات مختلفة، منها الآتي:
| الفترة            | المنصب                               |
| ----------------- | ------------------------------------ |
| 1409 هـ - 1410 هـ | وكيل إمارة العرين، منطقة عسير.       |
| 1410 هـ - 1413 هـ | أمير إمارة باللحمر، منطقة عسير.      |
| 1413 هـ - 1421 هـ | رئيس مركز السودة، منطقة عسير .       |
| 1421 هـ - 1423 هـ | رئيس مركز طبب، منطقة عسير .          |
| 1423 هـ - 1426 هـ | رئيس مركز وداي بن هشبل، منطقة عسير . |
| 1426 هـ - 1428 هـ | محافظ محافظة بيشة المكلف .           |
| 1428 هـ - 1433 هـ | محافظ محافظة رجال ألمع .             |
| 1433 هـ - 1436 هـ | محافظ محافظة بيشة.                   |
| 1436 هـ - 1439 هـ | محافظ محايل عسير .                   |

## وفاته
توفي في يوم 5 نوفمبر 2017 في تحطّم طائرة عمودية قرب محمية ريدة جنوب غرب المملكة العربية السعودية.

### حواشٍ
1. ↑  طبب: مركز في منطقة عسير، أشهر قرى عسير وذكرها الهمداني - 336 هـ - قالاً: "طبب ..أوطان عسير من عنز". تقع طبب في الشمال الغربي من أبها على مسافة 30 كيلاً، وقد ضعفت القرية وقت قوة مدينة أبها في الزمن الماضي، ثم انتعشت مؤخراً. تشمل تحت هذا الأسم مجموعة من القرى أهمها، الآتي: الحضن، آل مصدامي، مصاولي، الطلحة، تيهان، مزهر، الغال، آل الجمل، والرهوة. يقطنها 9940 نسمة، وبها من الدوائر الحكومية: مركز إداري، مركز هيئة، مكتب خدمات بلدية، مكتب بريد.